# 雷邦蒂河畔贝尔福尔
雷邦蒂河畔贝尔福尔（法語：Belfort-sur-Rebenty）是法国奥德省的一个市镇，属于利穆区（Limoux）贝尔凯尔县（Belcaire）。该市镇2009年时的人口为26人。

## 人口
雷邦蒂河畔贝尔福尔人口变化图示
| 数据来源：INSEE |